# تراسي تشايلدز
تراسي تشايلدز (بالإنجليزية: Tracey Childs)‏ هي ممثلة بريطانية، ولدت في 30 مايو 1963 في لندن في المملكة المتحدة.

## وصلات خارجية
- تراسي تشايلدز على موقع IMDb (الإنجليزية)
- تراسي تشايلدز على موقع ألو سيني (الفرنسية)
- تراسي تشايلدز على موقع ميوزك برينز (الإنجليزية)
- تراسي تشايلدز على موقع أول موفي (الإنجليزية)
- تراسي تشايلدز على موقع قاعدة بيانات الأفلام السويدية (السويدية)
- تراسي تشايلدز على موقع قاعدة بيانات الفيلم (الإنجليزية)
- تراسي تشايلدز على موقع كينوبويسك (الروسية)